# PC Gamer
PC Gamer  es una revista de habla inglesa creada en el Reino Unido en 1993 y enfocada en la cobertura de videojuegos para PC. Es publicada en forma mensual por Future plc. La revista tiene varias ediciones regionales, y se ha convertido en la revista especializada en este tipo de videojuegos más vendida en Estados Unidos y el Reino Unido. La revista cubre noticias sobre la industria de los videojuegos, adelantos de títulos nuevos y reseñas sobre los últimos y más populares juegos para PC, además de otros temas relacionados con hardware, mods, juegos "clásicos" y otros. PC Gamer también tiene otro significado; ordenador gaming, considerado básicamente una súper máquina que se especializa en la ejecución de juegos de alto nivel gráfico. Una PC gamer acelera la velocidad de las herramientas de edición gráfica, hace fluida la ejecución de los programas y facilita la renderización de videos y efectos audiovisuales.

## Sistema de reseñas
Las reseñas en PC Gamer son escritas por los editores de la revista y por escritores libres, y califica a los juegos con un porcentaje del 1 % al 100 %. En la edición estadounidense ningún juego ha recibido un puntaje mayor al 98 % (Sid Meier's Alpha Centauri, Half-Life 2, y Crysis), mientras que la edición del Reino Unido jamás ha otorgado una calificación mayor al 96 % (Civilization II, Half-Life, Half-Life 2, Minecraft, Spelunky y Quake II).
En la edición del Reino Unido, el puntaje numérico más bajo fue de un 2 %, que se otorgó a Big Brother 1. La secuela, Big Brother 2, recibió un puntaje incluso más bajo de N/A %, la reseña explicaba que "[PC Gamer] puso tanto esfuerzo en la reseña como ellos pusieron en el desarrollo del juego". En la edición 255 de agosto de 2013, el puntaje de 2 % fue igualado por la reseña del relanzado Leisure Suit Larry: Magna Cum Laude, el cual originalmente recibió un 3 % cuando salió por primera vez. En la edición estadounidense, el puntaje más bajo fue del 4 %, dado a Mad Dog McCree, desbancando al anteriormente juego con el puntaje más bajo, Skydive!, que recibió un puntaje de 5 %.

## Ediciones
Existen dos ediciones principales de PC Gamer, una versión británica y una versión estadounidense, ambas publicadas por Future plc. Fundada en el Reino Unido en noviembre de 1993, la versión estadounidense fue lanzada un año después en junio de 1994.
También existen numerosas ediciones locales que utilizan principalmente el material de una de las dos ediciones principales, especialmente la británica, entre ellas una edición malaya (descontinuada en diciembre de 2011) y una rusa. La edición sueca, aunque tiene sus raíces en su contraparte británica, se ha vuelto más independiente, en gran parte debido a la inmensa popularidad de los juegos de PC comparada con la de los juegos de consola en Suecia, y hoy en día produce gran parte de su propio material. Una edición mensual australiana era publicada por Conspiracy Publishing de Perth desde agosto de 1998, pero fue descontinuada en 2004. También existe una edición española titulada PC Juegos y Jugadores.
Tanto la revista británica como la estadounidense son publicadas trece veces por año (dos veces en diciembre) aunque en algunas ocasiones existen variaciones.

## PC Gamer UK

### Revista
La edición británica de PC Gamer ha sido publicada mes a mes sin interrupciones desde 1993. Los suscriptores reciben una edición especial de la revista sin titulares en la portada (solo el encabezado principal y la clasificación de la BBFC).
Dedicada casi exclusivamente a videojuegos para PC, la revista tiene la reputación de ofrecer reseñas profundas.
La revista originalmente venía acompañada de un disco flexible de 3.5 pulgadas. Un CD con demos (titulado CD Gamer) fue publicado paralelamente con la edición con disco flexible a partir de la edición 11 de la revista en adelante. El primer disco contenía todo el contenido de las primeras 10 ediciones de discos flexibles. Más adelante, la edición con CD fue expandida a dos discos.
Una edición con un DVD de 9 GB conocida como DVD Gamer también fue publicada en paralelo con la edición de 2 CD por un par de años, hasta que la producción de la edición CD Gamer cesó en la edición 162. La edición del Reino Unido luego vino solo con un solo DVD de dos caras. En agosto de 2011, la revista británica anunció que dejaría de producir el disco a partir de la edición 232, y la reemplazaría con más páginas de contenido dentro de la revista y regalos exclusivos.

### Secciones recurrentes
La revista tiene muchas secciones recurrentes en cada edición, como 'Testigo presencial', 'Adelantos', 'Enviar', donde las cartas de los lectores se distribuyen en dos páginas, al menos una sección especial  que informa sobre cuestiones relacionadas con los juegos, como el efecto de los juegos de PC en el medio ambiente, una sección de revisión que revisa los últimos juegos de PC lanzados y vuelve a revisar los títulos que se han lanzado con bajo presupuesto y 'Extra Life' que informa sobre modificaciones, la cultura de los juegos y la revisión de juegos antiguos. La sección 'Sistemas' revisa y recomienda hardware como tarjetas de video y monitores. La contraportada de la revista se titula 'Todo ha terminado' (It's All Over) y generalmente consta de ilustraciones relacionadas con el juego, como una versión de La persistencia de la memoria de Dalí con elementos de Portal.  Durante un tiempo, una de las secciones de la revista fue 'Gamer Snap', donde se publicaban las imágenes divertidas enviadas por los lectores; más adelante fue reemplazada por 'Adivina el juego' (Guess the game), donde los lectores envían dibujos realizados en Paint de escenas memorables de videojuegos.

### Foro y blog
El blog de PC Gamer comenzó coincidiendo con la transferencia del sitio web de PC Gamer UK a la red de Computadoras y Videojuegos que incorpora todas las revistas de juegos de Future plc. El traspaso tuvo algo de controversia, con muchos de los miembros antiguos de foro dejándolo debido a su nuevo y reducido espacio, propagandas y largos periodos de carga. La introducción de un blog fue vista como una de las características redimidoras del cambio. El blog ha sido actualizado con regularidad desde entonces con contribuciones de muchos miembros del personal de la revista. Los temas discutidos allí van desde las controversias sobre los videojuegos violentos, a los beneficios de comprar una PC en relación con una consola.

### Podcast
El Podcast de PC Gamer UK comenzó el 4 de mayo de 2007 tuvo 93 episodios hasta el último, el cual fue publicado el 5 de julio de 2013. Contaba con un grupo de participantes variables, todos miembros del equipo de PC Gamer, entre ellos Chris Thursten, Tom Senior, Graham Smith, Tom Francis, y Marsh Davies. El podcast fue por un tiempo presentado por Ross Atherton hasta su partida en junio de 2009 y luego por Tim Edwards hasta su partida en 2012. El puesto de presentador rotó de semana a semana entre Chris Thursten y Graham Smith de allí en adelante. En un principio de manera mensual, el podcast finalmente era grabado cada quince días. Los participantes hablaban sobre los juegos que estaban jugando y noticias de la industria, y contestaban preguntas enviadas a través de Twitter.

## PC Gamer US (Estados Unidos)

### Revista
La versión estadounidense de PC Gamer fue lanzada en 1994.
En 1999, Future plc, en ese entonces conocido como Imagine media, compró la revista rival PC Games e incorporó a su personal al de PC Gamer.
Según un estudio de 2005, los suscriptores de la revista son en su enorme mayoría hombres (97 %), y representan a más de dos tercios de sus lectores.

#### Disco de demos
Al igual que la edición británica, junto a la revista se publicaba un disco de demos, aunque también existían ediciones de la revista que no venían con el disco. Los CD fueron reemplazados por DVD en la edición estadounidense en versiones mensuales.
Cuando los videojuegos para computadora con secuencias de full motion video (FMV) se hicieron populares a mediados y finales de los años 1990, los CD-ROMs de PC Gamer incluían elaboradas secuencias en las que participaban uno de sus editores. Para acceder al contenido del CD, incluyendo los demos, parches y reseñas, el usuario debía navegar hasta el 'sótano', un juego que tenía mucho en común con juegos para PC como Myst. Fue en estas secuencias de juego que la mascota de la revista fue presentada, Coconut Monkey, justo cuando el editor estaba dejando la revista, marcando así la transición de discos de demos con FMV a los CD de demos más contemporáneos con menús que fueron utilizados más adelante.
En la edición de septiembre de 2011 de PC Gamer la revista anunció que dejarían de publicar el disco de demos por completo y se concentrarían en mejorar la calidad de la revista en general y prometieron que esta tendría un formato más grande y sería impresa en papel más grueso. El contenido habitual del disco de demos estaría disponible en línea.

#### Coconut Monkey
Coconut Monkey (lit. Mono de Coco) es la mascota de la edición estadounidense. Fue creada por el editor cofundador Matt Firme, y diseñado sobre la base de una baratija de turista de Bermuda. Coconut Monkey aparece en las páginas de la revista, y en ocasiones ha proporcionado comentarios sobre discos de demos que fueron incluidos en la revista. El Coconut Monkey ha sido parte de varios mods de videojuegos.
El Coconut Monkey es utilizado con frecuencia para hacerse la burla del vaporware al promocionar el videojuego aún no lanzado titulado Gravy Trader, el cual ha recibido un puntaje de 101 % en algunos discos de reseñas. El personaje a menudo cita que hará "algo" (dependiendo de lo que esté pensando), pero utiliza la excusa de "no tener manos" como la razón para no hacerlo (pese a que sus dos manos están claramente visibles sobre su panza). Además, dice ser el producto de un coco (su madre) un matador de ratas de Sri Lanka (su padre).

### Podcast
El podcast de PC Gamer Estados Unidos comenzó en agosto de 2005, y es presentado y producido por varios de los editores de PC Gamer. Los participantes regulares incluyen a Logan Decker, Evan Lahti, Tyler Wilde, y T.J. Hafer. Dan Stapleton, Dan Morris, Jeremy Williams, Greg Vederman, Chuck Osborn, Kristen Salvatore, Gary Whitta, Josh Augustine, y Norman Chan también han contribuido con el podcast en el pasado. Generalmente es publicado los jueves, pero es sujeto a cambios por parte de los editores. El podcast celebró su episodio 100 el 20 de septiembre de 2007, y fue presentado por Dan Morris, quien no había sido parte de la publicación desde que dejó su puesto de redactor jefe de PC Gamer en 2006 para convertirse en el distribuidor de la revista. Para su episodio 200, publicado el 12 de noviembre de 2009, el podcast incluyó las participaciones de dos ex redactores jefe: Gary Whitta y Kristen Salvatore.
Un pódcast audiovisual también es producido con regularidad en el que los desarrolladores de juegos discuten sus nuevos juegos o aquellos que están por ser lanzados. También participan de este podcast otras figuras importantes del mundo de los videojuegos.
Entre los invitados destacados que han participado del podcast están Richard Garriot, Sid Meier, Chris Taylor, los Frag Dolls, Jens Pulver, Chris Sigaty, y Jonathan "Fatal1ty" Wendel.
Varios episodios han incluido un programa de preguntas sobre juegos. Introducido en el episodio 81 por Logan Decker, el segmento recibió el nombre de Catfantastic en honor a la serie de libros del mismo nombre. No obstante, Logan anunció en Catfantastic II que el segmento sería descontinuado porque "luego de dos cosas buenas, se pone aburrido". Sin embargo, Logan dio a entender en episodios posteriores que Catfantastic podría regresar algún día. Así lo hizo en los episodios 133, 200, 250, 300 y 350. Los episodios 250 y 300 fueron llamados LazerDeathCatFantastic y  ELECTROCATFANTASTIC, respectivamente.
Para el episodio 119, Andy Bauman se hizo cargo como productor en reemplazo de Jeremy  Williams, quien había aceptado un trabajo en la compañía madre de PC Gamer, Future US, en el sur de San Francisco. Jeremy ha indicado que podría regresar como contribuyente. El último podcast de Bauman fue el episodio 258 y desde entonces la producción ha sido transferidaal ex pasante de PCG, Erik Belsaas.